# Johan Ewerhardt den yngre
Johan Ewerhardt, född 23 april 1760 i Skara stadsförsamling, Skaraborgs län, död 17 november 1847 i Klara församling, Stockholm, var en svensk orgelbyggeridirektör.

## Biografi
Johan Ewerhardt föddes 23 april 1760 i Skara stadsförsamling, Skaraborgs län. Han var son till musikdirektören Johan Ewerhardt den äldre och Märta Margareta Ryzelia. Ewerhardt lärde sig orgelbyggeri av sin pappa. År 1790 fick han examination och privilegium. I juni 1798 flyttade familjen Ewerhardt till kyrkokvarteret nummer 27 i Jönköping. 1803 flyttade familjen till Strängnäs.
Under början av 1800-talet arbetade han i Stockholm. Ewerhardt tog över Olof Schwans verkstad efter dennes död och bosatte sig på samma plats, Kungsholmen Kvarteret Vattenormen nummer 5 (tidigare nr 51), år 1812. Familjen flyttade 1816 till kvarter Solvisaren nummer 3-4 i Kungsholmen.  1825 flyttade åter familjen till Jönköping.
1826 flyttade de till Klara församling, Stockholm. Familjen flyttade 1832 till kvarter Åkerman nummer 2 i Kungsholmen. 1834 flyttade de till kvarter Solvisaren nummer 5 i Kungsholmen. 1840 flyttade de till kvarter bryggaren nummer 6 i Klara församling, Stockholm. Ewerhardt avled 17 november 1847 i Klara församling, Stockholm av ålderdom och begravdes 25 november samma år.
Ewerhardts största orgel byggde han till Strängnäs domkyrka.

### Familj
Ewerhardt gifte sig 5 februari 1796 i Leksberg med Catharina Margareta Hedström (född 1773). Hon var dotter till ingenjören Carl Johan Hedström och Maria Catharina Rodin i Mariestad. De fick tillsammans barnen Maria Charlotta (född 1798), Marta Johanna (född 1800), Christina Vilhelmina (född 1803) och Hedvig Gustava (född 1803).

## Gesäller
- 1798-1799, 1801 - Zacharias Liljefors (född 1775). Han var gesäll hos Ewerhardt.[8][10]
- 1802 - Bengt Abrahamsson Zettergren (född 1779). Han var gesäll hos Ewerhardt.[10]
- 1802-1804 - Nils Lönn (född 1781). Han var gesäll hos Ewerhardt.[10]
- 1812 - Johan Berglund (född 1784). Han var gesäll hos Ewerhardt.[11]
- 1812 - Carl Johan Stekman.  Han var gesäll hos Ewerhardt.[11]
- 1812–1815 - Carl Engren (född 1777). Han var gesäll hos Ewerhardt.[11][12][13][14][15]

## Orglar
| År        | Ursprunglig kyrka                | Stift      | Bild | Manualer | Pedal        | Stämmor    | Bevarad orgel/fasad | Övrigt |
| --------- | -------------------------------- | ---------- | ---- | -------- | ------------ | ---------- | ------------------- | --- |
| 1792      | Tanums kyrka                     | Göteborgs  |      |          |              |            |                     | Senare i Herrestads kyrka. |
| 1799      | Hjo kyrka                        | Skara      |      |          |              | 13         |                     | Orgeln påbörjades av Johan Ewerhardt den äldre. Den fullbordades av Ewerhardt den yngre hösten 1799. En ny orgel byggdes 1911. |
| 1799      | Kristine kyrka, Jönköping        | Växjö      |      |          |              | 34         | Ja (delvis)/Ja      | Orgeln (öververket och fasaden) såldes 1853 till Slottskapellet, Jönköping. Orgeln flyttades dit och omändrades samma år av Gustaf Andersson, Stockholm. 1971 renoverades orgeln av J Künkels Orgelverkstad AB, Lund. Vissa delar rekonstruerades då. |
| 1801      | Fägre kyrka                      | Skara      |      |          |              | 11         | Nej/Nej             | Orgeln kostade 537 riksdaler och byggdes tillsammans med Liljefors. Den invigdes 28 juni 1801 och approberades av organisten Gustaf Rydberg, Jönköping. En ny orgel byggdes 1887 av Johan Anders Johansson, Mösseberg. |
| 1802      | Ärentuna kyrka                   | Uppsala    |      |          |              | 8          | Nej/Nej             | Eventuellt har denna orgel bara uppsats av Ewerhardt från Strängnäs domkyrka. En ny orgel byggdes 1932–1933 av Åkerman & Lunds Nya Orgelfabriks AB, Sundbyberg. |
| 1804      | Strängnäs domkyrka               | Strängnäs  |      | 2        | Självständig | 39         | Ja (delvis)/Ja      | En ny orgel byggdes på 1860-talet av Per Larsson Åkerman och Erik Adolf Setterquist, Strängnäs. Öververket och fasaden flyttades 1860 till Dunkers kyrka. Orgeln byggdes samma med en interimsorgel som användes vid Strängnäs domkyrkas ombyggnation 1860. En ny orgel byggdes 1930 av Olof Hammarberg. Orgeln omdiponerades 1974 av Walter Thür Orgelbyggen AB, Torshälla. Stora delar av pipverket och fasaden i den nuvarande orgeln är från Ewerhardts orgel. |
| 1806      | Gamla Uppsala kyrka              | Uppsala    |      |          |              | 16         | Nej/Ja              | En ny orgel byggdes 1928 av Johan Albert Johnsson, Duvbo. |
| 1807      | Taxinge kyrka                    | Strängnäs  |      |          |              | 7          | Nej/Ja              | En ny orgel byggdes 1934 av Åkerman & Lund, Sundbyberg. |
| 1808      | Sankt Johannes kyrka, Norrköping | Linköpings |      |          |              |            | Nej/Nej             | En ny orgel byggdes 1835 av Pehr Zacharias Strand, Stockholm. |
| 1811      | Dagsbergs kyrka                  | Linköpings |      |          |              | 6 1⁄2      | Nej/Nej             | En ny orgel byggdes 1892 av E A Setterquist & Son, Örebro. |
| 1813      | Lerums kyrka                     | Göteborgs  |      |          |              | 6          | Nej/Nej             | Orgeln påbörjades 1811 av Olof Schwan, Stockholm. Orgeln fullbordades 1813 av Ewerhardt. En ny orgel byggdes 1900 av Johannes Magnusson, Göteborg. |
| 1812-1814 | Botkyrka kyrka                   | Strängnäs  |      | 1        |              | 121⁄2      | Nej/Nej             | Orgeln påbörjades av Olof Schwan. Den fullbordades av Zacharias Liljefors och Ewerhardt. En ny orgel byggdes 1914 av Åkerman & Lund, Sundbyberg. |
| 1816      | Göteborgs domkyrka               | Göteborgs  |      |          |              | 42         | Nej/Ja              | Orgeln påbörjades 1812 av Olof Schwan. Den fullbordades 1816 av Ewerhardt. Orgeln förändrades 1824 av Pehr Zacharias Strand, Stockholm och 1839 av Gustaf Andersson. 1849 och 1864 ombyggdes den och utbyggdes av Marcussen & Søn, Aabenraa, Danmark och hade då 51 stämmor. En ny orgel byggdes 1904 av Eskil Lundén, Göteborg. |
| 1817      | Marstrands kyrka                 | Göteborgs  |      |          |              | 91⁄2       | Nej/Ja              | En ny orgel byggdes 1899 av Olof Hammarberg, Göteborg, men delar av det äldre pipverket behölls. |
| 1820      | Södra Ny kyrka                   | Karlstad   |      | 1        | Bihängd      | 8          | Ja/Ja               | En ny orgel byggdes 1868 av E A Setterquist, Örebro. Ewerhardts orgel såldes 1876 till Eskilsäters kyrka och sattes upp där av organisten Olof Petter Nilsson Kollberg, Millesvik. Orgeln var ur funktion mellan åren 1930–1949 och ett harmonium användes istället. 1949 renoverades orgeln av Bröderna Moberg, Sandviken. |
| 1820      | Åmåls kyrka                      | Karlstad   |      |          |              |            | Nej/Nej             | Orgeln avsynades sommaren 1820 av Nils Adolph Haag, Vänersborg. En ny orgel byggdes 1878 av E A Setterquist & Son, Örebro. |
| 1821      | Sunne kyrka                      | Karlstad   |      |          |              |            | Nej/Nej             | En ny orgel byggdes 1887 av Anders Victor Lundahl, Malmö. |
| 1823      | Vassända-Naglums kyrka           | Skara      |      |          |              | 12         | Nej/Ja              | Orgeln renoverades 1860 av Marcussen & Sön. Orgeln byggdes om 1914 av Johannes Magnusson, Göteborg. 1973 renoverades och omdisponerades orgeln av John Grönvall Orgelbyggeri, Lilla Edet. |
| 1826      | Skärstads kyrka                  | Växjö      |      |          |              | 161⁄2      | Nej/Ja              | En ny orgel byggdes 1919 av E A Setterquist & Son, Örebro. |
| 1828      | Broddetorps kyrka                | Skara      |      |          |              | 9 eller 10 | Nej/Ja              | Den 2 september 1827 beslöts församlingen att köpa in en orgel med 9 stämmor för 2000 riksdaler av Ewerhardt. Orgeln var färdig 1 maj 1828 och besiktades av domkyrkoorganisten Sven Zanders, Skara. En ny orgel byggdes 1924 av Nordfors & Co, Lidköping. |
| 1829      | Medelplana kyrka                 | Skara      |      |          |              | 8          | Nej/Ja              | Orgeln kostade 2000 daler. En ny orgel byggdes 1904 av Carl Axel Härngren, Lidköping. |
| 1831      | Tuna kyrka                       | Strängnäs  |      |          |              | 6          | Nej/Nej             | En ny orgel byggdes 1890 av Åkerman & Lund, Stockholm. |

### Ombyggnationer och renoveringar
| År        | Ursprunglig kyrka            | Stift | Bild | Manualer | Pedal | Stämmor | Bevarad orgel/fasad | Övrigt |
| --------- | ---------------------------- | ----- | ---- | -------- | ----- | ------- | ------------------- | --- |
| 1801      | Mariestads kyrka             | Skara |      |          |       |         |                     | Orgeln reparerades 1801 av Ewerhardt. |
| 1823      | Gränna kyrka                 | Växjö |      |          |       |         |                     | Orgeln byggdes om och renoverades 1823 av Ewerhardt. Orgeln var byggd av Lars Strömblad. Den flyttades troligen 1860 till Angerdshestra kyrka. |
| 1824      | Vänersborgs kyrka            | Skara |      |          |       |         |                     | Orgeln renoverades 1824 av Ewerhardt. Den var byggd 1786 av Lars Strömblad.                                                                    |
| 1826-1827 | Skara domkyrka               | Skara |      |          |       |         |                     | Orgeln renoverades vintern 1826–1827 av Ewerhardt.                                                                                             |
| 1828      | Sankt Olofs kyrka, Falköping | Skara |      |          |       | 17      |                     | Orgeln skulle repareras 1828 av Ewerhardt för 150 riksdaler. Arbetet utfördes aldrig. Orgeln var byggd 1782 av Lars Strömblad.                 |

### Anbud och besiktningar
- Västra Tunhems kyrka. Orgeln besiktades 28 oktober 1823 av Ewerhardt.[41]

- Caroli kyrka, Borås. Den 20 december brann kyrkan ner av en eldsvåda. Pehr Zacharias Strand och Johan Ewerhardt den yngre lämnade in var sitt anbud om att bygga en ny orgel till kyrkan. Strand anbud vann och fick bygga ett nytt orgelverket som stod färdigt 1827.[41]

- Varnhems kyrka. Orgeln besiktades 1828 av Ewerhardt.[41]